# Скеля Чотири брати
Ске́ля Чоти́ри брати́ — геологічна пам'ятка природи місцевого значення в Україні. Розташована на околиці міста Житомира Житомирської області, на південний захід від центральної частини міста. 
Площа 0,2 га. Статус з 1967 року. Перебуває у віданні Житомирського міськкомунгоспу. 
Статус надано з метою охорони мальовничого скельного масиву на правому березі річки Тетерів біля греблі Житомирського водосховища. Ширина скелі 150 м, висота бл. 20 м над рівнем води. На скелі є чотири вертикальні виступи, що формою дещо нагадують людські фігури. 

## Історія заповідання
16.07.1926 року Волинський науково-дослідний державний музей звернувся до Українського комітету охорони пам'яток природи, надіславши перелік пам’яток природи Волинської округи, виділених працівниками музею. При цьому, в листі зазначено, що повноцінних «заповідників на території округи нема». Таким чином лист був пропозицією оголосити заповідними вказані ділянки. Серед таких був запис "2.	Каньйон, «ур. Сокулі» по Тетереву, на південний захід від Житомира. Площа – 4 десятини. ", що відповідає нинішній пам'ятці.